# 하트 크레인
하트 크레인(Hart Crane, 1899년 7월 21일 ~ 1932년 4월 27일)은 미국의 시인이다. 랭보 또는 라폴그를 읽고, 16-17세기의 영국문학에서도 많이 섭취하여 빠른 성장을 이룩했으나 젊은 나이에 몸을 바다에 던져 자살했다.
<하얀 빌딩>(1926)에서는 프랑스 상징시의 수법에다 날카로운 언어감각을 보여 서정과 형이상적(形而上的) 사고를 짜넣은 가작(佳作)이 많고 또 <다리>(1930)라고 하는 야심찬 대작은 미국정신의 서사시로서 가장 주목할 만하다.

## 같이 보기
- 미국시
- 애팔래치아의 봄